# (7045) 1974 FJ
(7045) 1974 FJ (1974 FJ, 1974 HT, 1981 BY, 1990 QH7) — астероїд головного поясу.
Тіссеранів параметр щодо Юпітера — 3.513.